# Hengerállvány

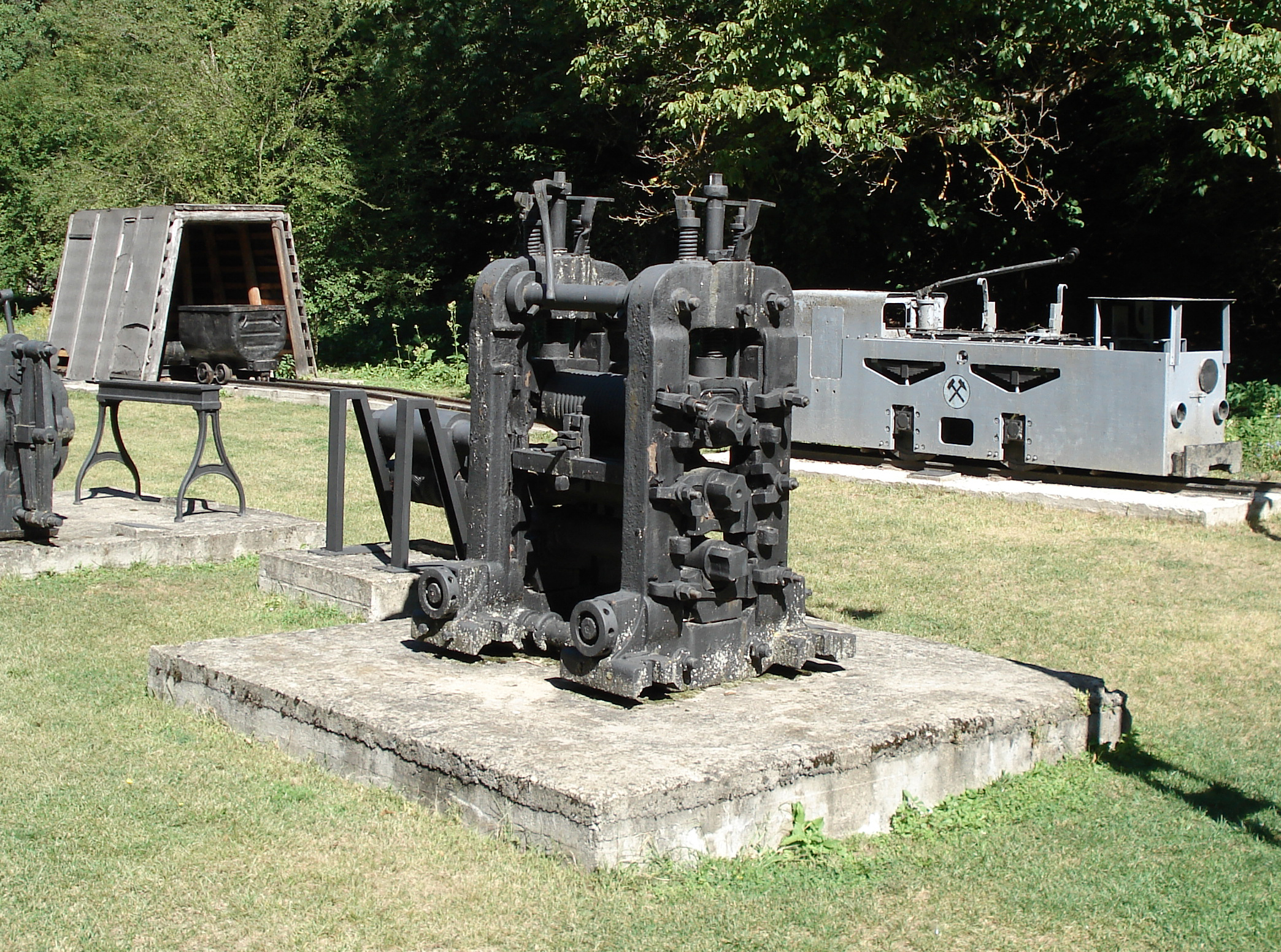
Régi hengerállvány a Massa Múzeumban

A hengerállvány a hengersor alapegysége. A hengerállványban csapágyazzák a hengerlés szerszámait, a hengereket. A hengerállvány részei:
- a hengerek,
- a csapágyak,
- az állító berendezés,
- az állványfelek (a gyakorlatban ezeket is szokták hengerállványnak nevezni).

A hengerek forgatását végző villamos motor (a hengerműi gyakorlatban sorvonó motornak nevezik) és a forgatónyomaték átvitelére szolgáló elemek nem a hengerállvány, hanem a hengersor részei.

## A hengerállványok csoportosítása

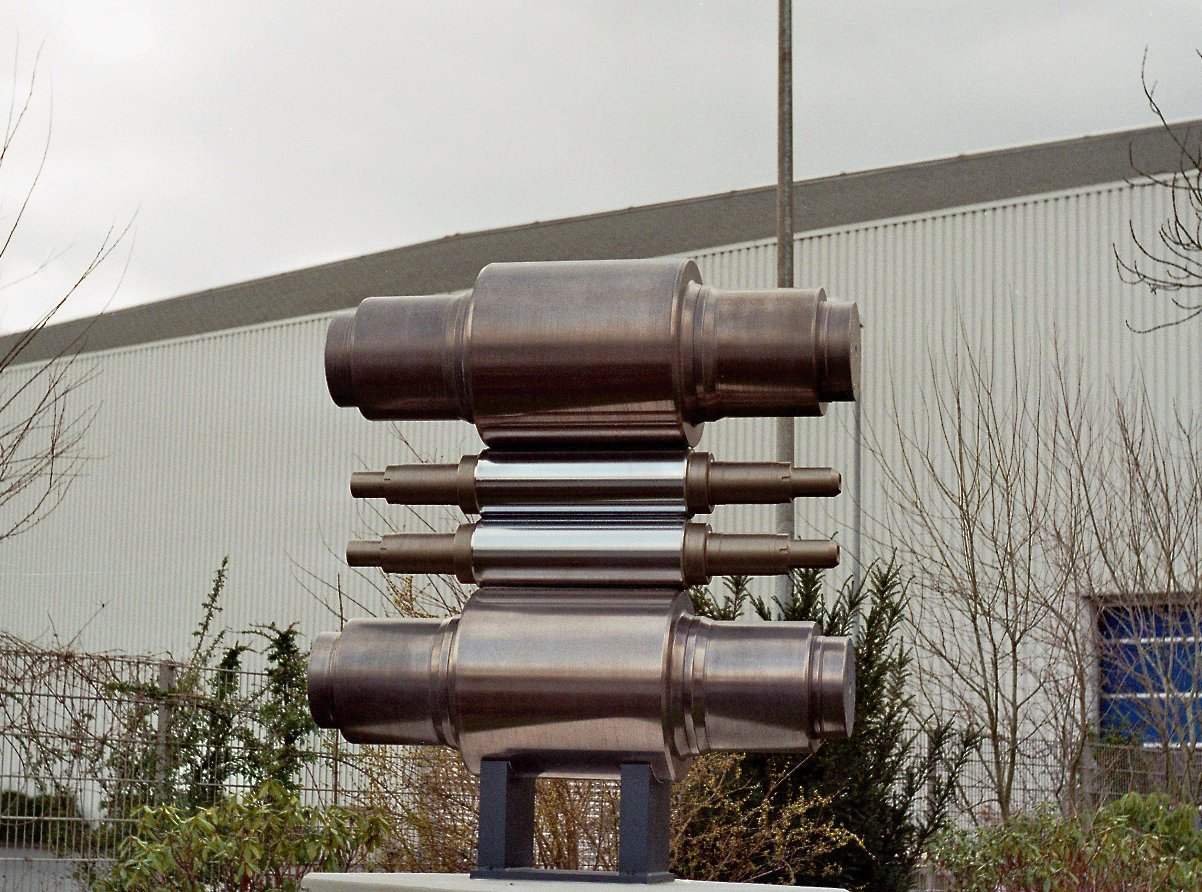
Kvartó hengerállvány hengerei

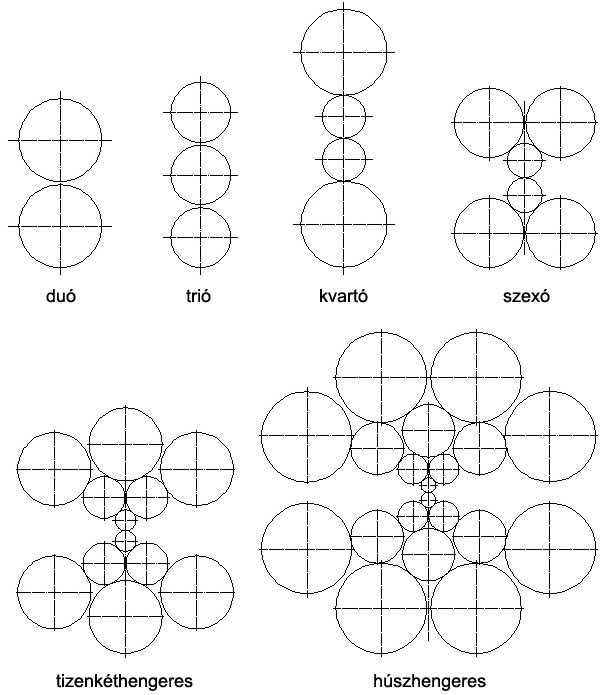
Különböző számú henger-elrendezések

A hengerállványban általában két henger dolgozik, de bizonyos feladatokra más hengerszámú állványokat is kifejlesztettek. A hengerállványok csoportosítása a hengerszám szerint:
- duó: két hengerrel,
- trió: három hengerrel,
- kvartó: négy darab hengerrel (ebből kettő munkahenger, kettő pedig támhenger),
- szexó: hathengeres állvány (két munkahenger, négy támhenger),
- tizenkét-hengeres hengerállvány (tíz támhenger),
- húszhengeres hengerállvány (tizennyolc támhenger),
- bolygóhengeres állvány.

A hengerek helyzete szerinti csoportosítás:
- vízszintes,
- függőleges,
- vízszintes és függőleges (univerzál állvány),
- ferde.

A megszokott elrendezés a vízszintes helyzetű hengerek alkalmazása, de olyan esetben, amikor a hengerelt darab oldalát kell alakítani (például folytatólagos hengersoron a darabfordítás elkerülésére), függőleges elrendezésű állványt alkalmaznak. Az univerzál hengerállványt lapostermékek vagy sínek, tartók hengerléséhez használják. A ferde helyzetű hengereket a csőhengerlésnél alkalmazzák.

## A hengerállványok szerkezeti elemei

### Hengerek
A hengerlés alakító szerszámai a hengerek. A hengerek működésük közben egymással ellentétes irányban forognak.

#### A hengerek alakja és anyaga

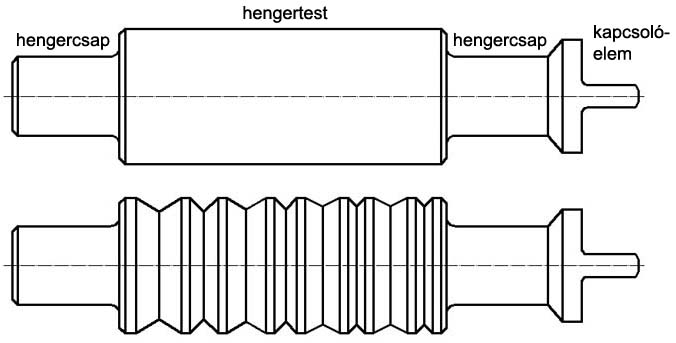
Sima palástú és kaliberes henger

A hengerek alakja, anyaga és mérete a hengerelt terméktől függ.
A hengerek alak szerinti csoportosítása:
- sima palástú,
- kaliberes vagy üregezett,
- különleges alakú.

A sima palástú hengereket lapostermékek (lemezek, szalagok) hengerlésére használják. A kaliberes vagy üregezett hengerek bugák, idomacélok és profilok hengerlésére alkalmasak. Különleges alakú hengerek például a varranélküli csőgyártás vagy a kovácshengerlés szerszámai.
A hengerek kovácsolt vagy öntött acélból, öntöttvasból készülnek – különböző ötvözöttségi állapotban. A hengerműi hengerek részei: a hengertest, a csapok és a kapcsolóelem(ek). A csapok a csapágyakban fekszenek fel, a kapcsolóelemekkel pedig a hengerek meghajtása történik.

#### A hengerek igénybevétele

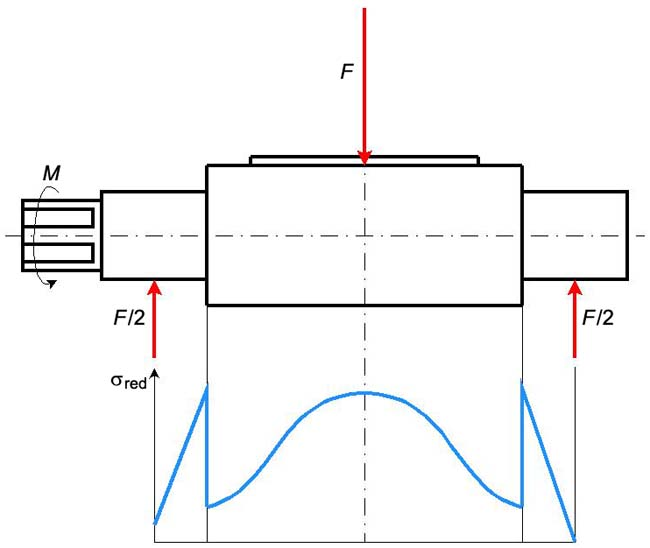
A henger összetett terhelése

A hengerek összetett igénybevételnek vannak kitéve. Ezek a külső terhelésekből és a belső feszültségekből származnak. A legnagyobb terhelést a hengerlési erő okozza, ami meghajlítja a hengereket. A másik nagy igénybevétel a henger hajtása következtében fellépő csavarófeszültség. Ugyancsak hozzájárul a terheléshez az alakváltozási munkából és a súrlódásból eredeztethető hőmérséklet-különbség a hengertestben, illetve az emiatt kialakuló hőfeszültség. A belső feszültségeket a henger gyártása során visszamaradt feszültségek jelentik. Az ábrán a felsorolt igénybevételek keltette összesített (redukált) feszültség alakulása látható.
A hengerek behajlása következtében a hengerelt lapostermék középen vastagabb, mint a széleken. A behajlást – többek között – támhengerek alkalmazásával lehet csökkenteni. Emiatt alakultak ki a kvartó és a többhengeres állványszerkezetek. A behajlás csökkentésének több más módszerét is kidolgozták. Ezek közül az egyik a támhenger domborítása, amikor a hengert enyhén hordó alakúra köszörülik (0,035–0,05 mm-es átmérőkülönbség). Egy másik módszer ellenhajlítás alkalmazása lehet.
Hideghengerléskor nagy a hengerlési erő, emiatt nagy a hengerre ható felületi nyomás. Ez a felületi nyomás belapítja a henger felületét, ami úgy hat, mintha a névleges méretnél nagyobb lenne a henger átmérője. Elsősorban a támhenger és a munkahenger közötti belapulásnál lép fel az ún. Hertz-feszültség, ami a henger felületi igénybevételét növeli.

### Csapágyak és csapágytőke
A hengerműi hengerek csapágyazására csúszó-, gördülő- és folyadéksúrlódású csapágyakat használnak. Ezek közül a leghagyományosabban alkalmazott csapágytípus a siklócsapágy. Anyaguk műanyag, bronz vagy fehérfém lehet. A gördülőcsapágyak közül a hordógörgős (a hajlítás miatti önbeállás miatt), a kúpgörgős (tengelyirányú terhelés esetén) és a tűgörgős (főleg munkahengereknél) csapágyakat használják. A folyadéksúrlódású vagy olajhártyás csapágyakat elsősorban támhengerek csapágyazására használják.
A csapágyak a csapágytőkében helyezkednek el. Ezek feladata az, hogy felvegyék a hengercsap terhelését, és azt továbbadják az állítóberendezésen keresztül a hengerállványnak. A henger magasságirányú állítása miatt a tőkék mozognak az állványkeret ablakában, ezért ez a részt cserélhető bronz vagy öntöttvas csúszólapokkal bélelik.

### Törőbakok

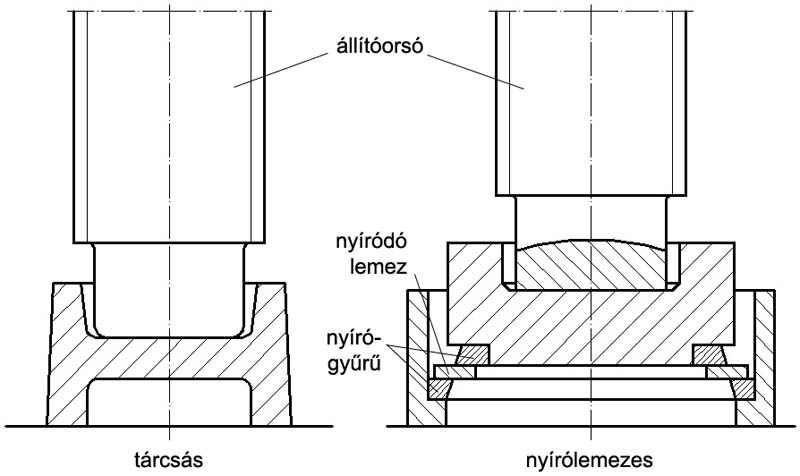
Példák törőbakokra

A hengerlési szúrástervek mindig a hengerállvány terhelhetőségének megfelelően készülnek, de adódhatnak olyan üzemzavarok vagy más váratlan események, aminek következtében olyan nagy erő lép fel, ami a hengerállvány valamelyik szerkezeti elemében törést okozhat. Hogy a drága elemeket megvédjék a töréstől, olyan olcsó, megfelelően méretezett törőelemet helyeznek a fellépő erő vonalában, amelyik eltörésével megvédi a többi egységet a károsodástól. Ez az elem a törőbak, ami a csapágytőke és az állítóorsó között foglal helyet. Többféle törőbak típus alakult ki: lencsés, tárcsás, ékes, nyírólemezes stb.

### Hengerállító berendezések
A hengerek függőleges irányú állítására három okból lehet szükség. Először az induló hengerközt (hengerrést) kell beállítani a hengerelt darab vastagsági méretének megfelelően. Az olyan hengerállványokon, ahol több szúrást is végeznek ugyanannak a darabnak a hengerlése során, két szúrás között mindig be kell állítani a tervezett magasságcsökkenésnek megfelelő következő hengerrést. Harmadszor hosszú darab hengerlésekor (elsősorban lapostermékek folytatólagos hengerlésnél) szükség lehet a hengerlés közbeni állításra is, a pontos hengerlési méret tartása céljából. Hengerállításkor általában a felső hengert állítják, az alsó henger állítására például trió hengerállványon lehet szükség. Függőlegesen elhelyezett hengerek esetén a két hengert egyszerre kell állítani vízszintes irányban.
A hengerállítás maximális mértéke a különböző típusú hengerállványokon meglehetősen eltérő. Egy bramma-előnyújtó állványon akár 500 mm is lehet (sőt egy – ma már csak nagyon ritkán használt – blokkhengersoron az 1000 mm-t is elérheti), míg egy hideg szalagsoron csak néhány tized milliméter.
A hengerállításra több módszer is létezik, de leggyakrabban az állítóorsóval történő állítást alkalmazzák. Az állítóorsó egy fűrész-, trapéz- vagy laposmenettel ellátott csavarorsó, aminek az alsó része a csapágytőkére, illetve a rajta elhelyezett törőbakon fekszik fel. Az orsó a hengerállvány-keret felső kereszttartójában elhelyezett anyában fordul el. A csavarorsó felső részén a forgató mechanizmus helyezkedik el (kézi vagy motoros).

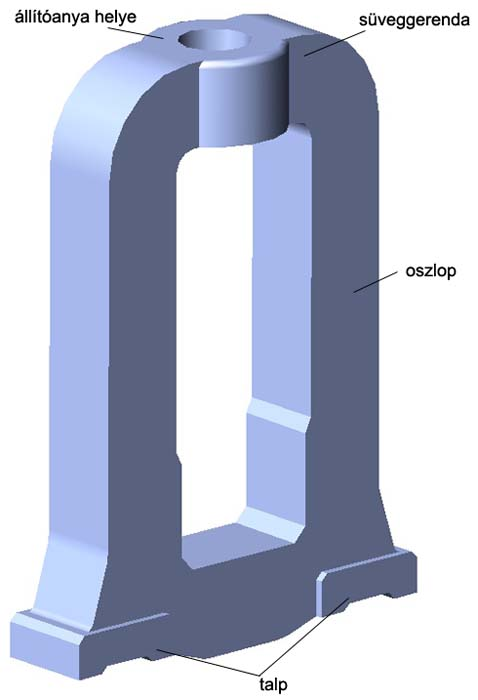
Zárt állványkeret alakja

### A hengerállvány
A hengerállvány anyaga acélöntvény, és két kerettartóból áll, gyakran nevezik állványkeretnek is. Részei a két oszlop, a felső és az alsó süveggerenda, valamint az állvány alapgerendára való rögzítésére szolgáló talpak. A két állványfelet vonórudak és csövek fogják össze.
A hengerállvány készülhet zárt kerettel és levehető süveggerendával. Utóbbi gyorsabb hengercserét tesz lehetővé. A süveggerendában helyezkedik el az állítóanya befogadására alkalmas fészek. Az oszlopok keresztmetszete általában négyszög alakú.
Az ismertetett állványkerettől eltérő kialakítású típusok is léteznek (pl. előfeszített hengerállvány, Sendzimir-állvány stb.).

## A hengerállvány rugalmas alakváltozása

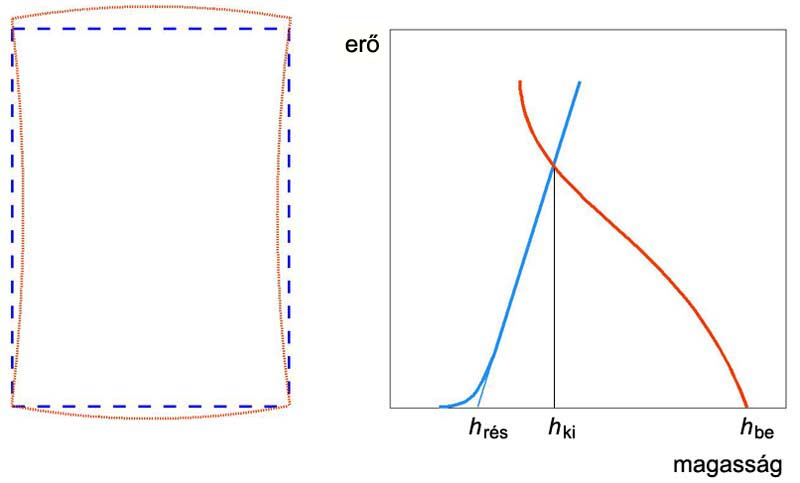
A hengerállvány rugalmas alakváltozása

A hengerállvány a hengerléskor fellépő hengerlési erő hatására rugalmas alakváltozást szenved (a terheletlen rugalmas vonalat kék, a terhelt és torzult rugalmas vonalat piros szaggatott vonal jelöli). Az alakváltozás két részből tevődik össze:
- a függőleges oszlopok húzóerő hatására bekövetkező megnyúlásából,
- a süveggerendákban ható hajlítónyomaték okozta alakváltozásból.

A rugalmas alakváltozás tényéből az következik, hogy a hengerlés előtt beállított hengerrés (hengerköz) a hengerlés során megnő, azaz a hengerek közül a beállított réstől vastagabb termék fut ki. Ahhoz, hogy a rugalmas alakváltozás mértékét pontosan meg lehessen állapítani, a hengerállvány-kereteken kívül valamennyi olyan elem rugalmas alakváltozását is figyelembe kell venni, amelyekre a hengerlési erő hat (hengerek, állítóorsó stb.). Ezek összesített alakváltozásából lehet megszerkeszteni a hengerállvány merevségi görbéjét.
A beállított hengerrésből kifutó darab vastagságának megállapításához ezen kívül szükség van a hengerek közé befutó darab méretére és az alakváltozás jellegét leíró függvényre. Az állványmerevségi görbe és a képlékeny alakváltozás görbéjének a metszéspontja adja ki a darab kifutó méretét.